# Sigismund Thalberg
Sigismund Thalberg (Geneva, 1812 - Napoli, 1871), pianist și compozitor austriac.
Elev al lui Hummel, susține de foarte tânăr numeroase recitaluri. Celebru pentru legatoul său și inventator al unei tehnici reluate apoi de către mult mai celebrul său rival - Franz Liszt - ce consta în a face să cânte o melodie in registrul mediu, redată cu cele două degete mari, în paralel cântând cu celelalte degete acorduri, arpegii și alte linii melodice, în registrele grav și acut. Virtuozitatea sa i-a adus mulți admiratori, dar era puțin apreciat de cunoscători ca Liszt sau Frédéric Chopin.
Creația lui cuprinde numeroase piese pentru pian solo (studii, capricii, fantezii pe teme de operă, sonate), un Concert pentru pian op.55, 54 de lieduri și două opere (Florinda, 1851; Cristina di Svezia, 1865).

## Legături externe
- Sigismund Thalberg International Study Centre

1. 1 2  Sigismond Thalberg, Encyclopædia Britannica Online, accesat în 9 octombrie 2017
2. 1 2  Sigismund Fortuné François Thalberg, Brockhaus Enzyklopädie
3. 1 2  Autoritatea BnF, accesat în 10 octombrie 2015
4. ↑  Sigismond Thalberg, International Music Score Library Project, accesat în 9 octombrie 2017
5. ↑  Sigismond Thalberg, SNAC, accesat în 9 octombrie 2017
6. 1 2 3  Thalberg, Sigismund (BLKÖ)[*] Verificați valoarea |titlelink= (ajutor)
7. ↑  „Sigismund Thalberg”, Gemeinsame Normdatei, accesat în 14 decembrie 2014
8. 1 2  Archivio Storico Ricordi, accesat în 3 decembrie 2020
9. ↑  „Sigismund Thalberg”, Gemeinsame Normdatei, accesat în 27 aprilie 2014
10. ↑  „Sigismund Thalberg”, Gemeinsame Normdatei, accesat în 31 decembrie 2014
11. ↑  Find a Grave, accesat în 17 noiembrie 2024
12. ↑  Allgemeine Deutsche Biographie
13. 1 2  Österreichisches Biographisches Lexikon 1815–1950
14. ↑  „Sigismund Thalberg”, Gemeinsame Normdatei, accesat în 30 martie 2015
15. ↑  IdRef, accesat în 1 mai 2020